# خالد بن عبد الله بن عبد العزيز آل سعود
خالد بن عبد الله بن عبد العزيز آل سعود الإبن الثاني للملك عبد الله بن عبد العزيز آل سعود بعد متعب الأول بن عبد الله بن عبد العزيز آل سعود الذي توفي صغيراً، والدته هي الأميرة منيرة بنت محمد الصحابي آل الشيخ، المتوفية في العام 1433 هـ الموافق للعام 2012.
خالد بن عبد الله بن عبد العزيز آل سعود هو رجل أعمال ومن المهتمين بالرياضة، وتعتبر استقالته صدمة للوسط الرياضي السعودي، حيث أنه رئيس مجلس أعضاء الشرف في النادي الأهلي السعودي سابقاً ويعتبر من أهم رموز النادي الأهلي السعودي، ولا يشغل حاليًا أي منصب حكومي.

## نشأته وتعليمه
ولد الأمير خالد بن عبد الله بن عبد العزيز آل سعود في 21 مايو 1950[بحاجة لمصدر] في الرياض، ولقد اهتم في بداية حياته بالدراسة إلاّ أنه كان يميل إلى ممارسة كرة القدم وما إن تخطى المرحلة الثانوية والتحق بـ جامعة الملك عبد العزيز في جدة حتى زاد اهتمامه بممارسة كرة القدم.

## اهتماماته الرياضية
أثبت خالد مهاراته كلاعب وسط حتى ضمه النادي الأهلي السعودي إلى صفوف الدرجة الأولى كلاعب وسط.
وبعد ذلك اعتزل خالد اللعب وقدم نادي الاتحاد النادي (المنافس للأهلي) إليه عضوية الشرف فرحب بها وفي أواخر عام 1975م ترشح لرئاسة مجلس إدارة النادي الأهلي وتم انتخابه من قبل الجمعية العمومية بالإجماع، ولقد بادر منذ تسلم زمام النادي إلى وضع سياسة محددة ركزت إدارته على التدريب لتعزيز قدرات فرق كرة القدم بالنادي، وحقق صفقة مع المدرب البرازيلي (ديدي)، ثم سانتانا مدرب المنتخب البرازيلي وكسب الفريق الأول لكرة القدم بطولة الكأس والدوري لسنوات متعددة ، قدم استقالته من رئاسة المجلس وظل يدعم النادي من خلال عضويته في مجلس الشرف وفي عام 1406هـ عاد إلى رئاسة النادي.
وهو أول من أسس أكاديمية كرة قدم رسمية ومعترف بها دولياً في المملكة العربية السعودية تعرف باسم (أكاديمية النادي الأهلي لكرة القدم) وشغل منصب رئيس مجلس الأمناء بالأكاديمية.

## مناصبه
- وكيل الحرس الوطني السعودي بالقطاع الغربي سابقًا.
- رئيس هيئة أعضاء الشرف بالنادي الأهلي السعودي
- عضو في هيئة البيعة للمملكة العربية السعودية.
- عضو مجلس أمناء مؤسسة الملك عبد الله بن عبد العزيز لوالديه للإسكان التنموي.
- عضو مجلس أمناء مؤسسة الملك عبد العزيز ورجاله للموهبة والإبداع - موهبة.
- رئيس مجلس أمناء وقف خادم الحرمين الشريفين الملك عبد الله بن عبد العزيز لوالديه بالمدينة المنورة.
- نائب رئيس مجلس أمناء مؤسسة خادم الحرمين الشريفين الملك عبد الله بن عبد العزيز آل سعود العالمية للأعمال الإنسانية.
- رئيس مجلس إدارة شركة مجموعة تطوير الأعمال المحدودة.
- رئيس مجلس إدارة شركة الخدمات الفنية للأعمال المساندة المحدودة.
- رئيس مجلس إدارة شركة سجل التقنية للتطبيقات الإلكترونية المتكاملة المحدودة.

## العائلة
متزوج من الأميرة نورة بنت عبد الله بن محمد بن سعود الكبير، وأنجبا:
- الأميرة دنا. مطلقة من الأمير فيصل بن سعود بن مساعد بن عبد العزيز آل سعود.
- الأمير فيصل (عضو شرف في النادي الأهلي السعودي). متزوج من الأميرة البندري بنت متعب بن بندر بن محمد بن عبد الرحمن آل سعود.
- الأمير عبد العزيز.
- الأميرة لطيفة. متزوجة من الأمير عبد الله بن فيصل بن عبد الله بن عبد العزيز آل سعود.
- الأميرة عبير. متزوجة من الأمير عبدالله بن خالد بن محمد بن عبدالله بن عبدالرحمن آل سعود .